# Sokar
| z · k · r | P3 |

| z · k · r | P3 |

Sokar (Seker, Sekeri; gr. Sokaris, Socharis) – w mitologii egipskiej bóstwo dokonujące przyjęcia i oczyszczenia zmarłego władcy oraz przenoszący go na swej barce do niebios; patron metalurgów, rzemieślników i tragarzy (nosicieli lektyk) oraz wszelkich przewoźników.
Był także bogiem pustyni i wiatru, w życiu pozagrobowym strażnikiem wejścia do podziemi oraz opiekunem memfickiej nekropoli w Sakkarze, której nazwa najprawdopodobniej pochodzi od jego imienia. Miał postać sokoła lub mumii z głową tego ptaka.
Sokar był obecny w różnych ceremoniach religijnych, odgrywał ważną rolę m.in. w misteriach ozyriańskich. W Epoce Późnej był identyfikowany z Ptahem i Ozyrysem, co spowodowało z czasem jego integrację z tymi bogami i powstanie jednego bóstwa zmarłych o imieniu Ptah-Sokar-Ozyrys. Wtedy też dodano mu za małżonkę Sechmet, wcześniej żonę Ptaha. Jego związek z rytuałami pogrzebowymi trwał do końca starożytnej cywilizacji egipskiej.